# Renztal
Renztal ist ein Wohnplatz auf der Gemarkung der Wertheimer Ortschaft Dertingen im Main-Tauber-Kreis in Baden-Württemberg.

## Geographie
Der Wohnplatz Renztal befindet sich etwa ein Kilometer nordnordöstlich von Dertingen. In der Nähe des Wohnplatzes, auf der Gemarkung von Dertingen, befindet sich der nördlichste Punkt Baden-Württembergs. Die Gemarkung wird durch den Renztalgraben entwässert, der nach etwa 1,5 Kilometern in Dertingen von rechts in den Aalbach mündet.

## Geschichte
Der Wohnplatz kam als Teil der ehemals selbständigen Gemeinde Dertingen am 1. Dezember 1972 zur Stadt Wertheim.

## Kulturdenkmale
Kulturdenkmale in der Nähe des Wohnplatzes sind in der Liste der Kulturdenkmale in Wertheim verzeichnet.

## Verkehr
Der Wohnplatz ist von Dertingen über die gleichnamige Renztalstraße zu erreichen. In Dertingen besteht ein Anschluss an die L 2310 (Aalbachstraße).